# 耿平妃
耿平妃（？—1555年），名失考，河間府河間縣人。錦衣衛右所帶俸副千戶耿世傑之女，明朝明世宗朱厚熜之妃。

## 生平
耿氏的入宮時間與年齡均無考。耿氏生前未封妃，嘉靖三十四年（1555年）九月二十五日，未封妃耿氏薨，賜號為平，喪儀如和妃例。十一月初六日，授平妃之父河間縣民耿世傑為錦衣衛右所帶俸副千戶，給房價一千二百兩。閏十一月二十九日，未封妃吳氏薨，賜號為定，喪儀如平妃耿氏。根據《太常續考》的記載，耿平妃與吳定妃、李順妃、王懷妃、張安妃、王懷嬪、黃御嬪、趙宛嬪、馬常嬪於金山合葬同一墓，葬地位於西山紅石口。